# بطولة آسيا تحت 17 سنة لكرة القدم 1994
بطولة آسيا تحت 17 سنة لكرة القدم 1994

## المتأهلون
- البحرين
- الصين
- العراق
- اليابان
- كوريا الجنوبية
- عمان
- السعودية
- الإمارات العربية المتحدة
- أوزبكستان
- قطر (المستضيف)

## مرحلة المجموعات
أقيمت جميع المباريات في الدوحة، قطر. من 19 أكتوبر إلى 1 نوفمبر, 1994

### المجموعة أ
| المنتخب   | نقاط | لعب | فوز | تعادل | هزيمة | له | عليه |
| --------- | ---- | --- | --- | ----- | ----- | -- | ---- |
| عمان      | 9    | 4   | 3   | 0     | 1     | 11 | 2    |
| قطر       | 9    | 4   | 3   | 0     | 1     | 9  | 3    |
| الصين     | 6    | 4   | 2   | 0     | 2     | 14 | 5    |
| السعودية  | 6    | 4   | 2   | 0     | 2     | 8  | 4    |
| أوزبكستان | 0    | 4   | 0   | 0     | 4     | 3  | 31   |

19 أكتوبر
| قطر | 2 - 1 | الصين |

| السعودية | 6 - 1 | أوزبكستان |

21 أكتوبر
| عمان | 2 - 0 | الصين |

| قطر | 6 - 1 | أوزبكستان |

23 أكتوبر
| الصين | 11- 0 | أوزبكستان |

| عمان | 1 - 0 | السعودية |

25 أكتوبر
| عمان | 8 - 1 | أوزبكستان |

| قطر | 0 - 1 | السعودية |

27 أكتوبر
| الصين | 2 - 1 | السعودية |

| عمان | 0 - 1 | قطر |

### المجموعة ب
| المنتخب                  | نقاط | لعب | فوز | تعادل | هزيمة | له | عليه |
| ------------------------ | ---- | --- | --- | ----- | ----- | -- | ---- |
| البحرين                  | 9    | 4   | 3   | 0     | 1     | 8  | 4    |
| اليابان                  | 6    | 4   | 2   | 0     | 2     | 8  | 6    |
| الإمارات العربية المتحدة | 5    | 4   | 1   | 2     | 1     | 10 | 9    |
| العراق                   | 4    | 4   | 1   | 1     | 2     | 4  | 7    |
| كوريا الجنوبية           | 4    | 4   | 1   | 1     | 2     | 2  | 6    |

18 أكتوبر
| العراق | 0 - 1 | كوريا الجنوبية |

| الإمارات العربية المتحدة | 5 - 2 | اليابان |

20 أكتوبر
| البحرين | 2 - 0 | كوريا الجنوبية |

| العراق | 1 - 0 | اليابان |

22 أكتوبر
| البحرين | 3 - 1 | الإمارات العربية المتحدة |

| كوريا الجنوبية | 0 - 3 | اليابان |

24 أكتوبر
| البحرين | 0 - 3 | اليابان |

| العراق | 3 - 3 | الإمارات العربية المتحدة |

26 أكتوبر
| البحرين | 3 - 0 | العراق |

| كوريا الجنوبية | 1 - 1 | الإمارات العربية المتحدة |

## المرحلة النهائية

### نصف النهائي
30 أكتوبر
| عمان | 3 - 4 (وقت إضافي) | اليابان |

| البحرين | 1 - 2 (وقت إضافي) | قطر |

### تحديد المركز الثالث
1 نوفمبر
| عمان | 3 - 2 | البحرين |

### النهائي
1 نوفمبر
| اليابان | 1 - 0 (وقت إضافي) | قطر |

## البطل
| بطل بطولة آسيا لكرة القدم للناشئين تحت 17 سنة 1994 |
| -------------------------------------------------- |
| · اليابان · للمرة الأولى                           |

## المنتخبات المتأهلة إلىكأس العالم للشباب تحت 17 سنة 1995
- اليابان
- قطر
- عمان

## المرجع
- rsssf.com